# Gyrinus parcus
Gyrinus parcus är en skalbaggsart som beskrevs av Thomas Say 1834. Gyrinus parcus ingår i släktet Gyrinus och familjen virvelbaggar.

## Underarter
Arten delas in i följande underarter:
- G. p. parcus
- G. p. cognatus
- G. p. elatus
- G. p. californicus